# Carlos Bianchi
Carlos Arcecio Bianchi (* 26. dubna 1949 Buenos Aires) je argentinský fotbalista a trenér. Jako hráč dal mnoho gólů v Argentině a Francii. Byl velmi úspěšný i jako trenér. Týmy CA Vélez Sarsfield a CA Boca Juniors dovedl k vítězství v Poháru osvoboditelů. Bianchi je jediný trenér, který jej vyhrál 4×.

## Hráčská kariéra
Carlos Bianchi debutoval v týmu Vélez Sarsfield v 18 letech při remíze 1:1 proti Boca Juniors. S týmem vyhrál 1968 Torneo Nacional a byl králem střelců na podzim 1970 i na jaře 1971.
V roce 1973 Bianchi odešel do francouzského Stade de Reims. Ve 4 sezonách dal 107 gólů a byl králem střelců v letech 1974, 1976 a 1977. V roce 1977 šel do Paris Saint-Germain FC, kde byl opět králem střelců, a to v obou sezonách v klubu.
V sezoně 1979/80 hrál za Racing Štrasburk, bez úspěchu, dal jen 8 gólů. Bianchi se v roce 1980 vrátil do Argentiny, do Vélez Sarsfield, kde byl králem střelců na podzim 1981. Pak znovu přestoupil do Remeše, kde skončil kariéru.
Bianchi je nejlepší střelec v historii Vélez Sarsfield s 206 góly a 9. nejlepší střelec v historii argentinské ligy. Zároveň je i 9. nejlepší střelec v historii francouzské ligy se 179 góly. (Obojí platné k srpnu 2019.)
V letech 1970 až 1972 reprezentoval Argentinu ve 14 utkáních, ve kterých dal 7 gólů.

## Trenérská kariéra
Trenérskou kariéru začal ve Francii, kde trénoval Stade de Reims a OGC Nice.
V letech 1993–1996 trénoval CA Vélez Sarsfield, se kterým vyhrál v roce 1994 Poháru osvoboditelů i Interkontinentální pohár.
Krátce vedl AS Řím.
V letech 1998–2001 a 2003–2004 byl v CA Boca Juniors, se kterým vyhrál 3× Poháru osvoboditelů v letech 2000, 2001 a 2003 a 2× Interkontinentální pohár v letech 2000 a 2003.
Pak byl v Atléticu Madrid a znovu v Boca Juniors.
Bianchi je jediný trenér, který dokázal vyhrát Poháru osvoboditelů 4×.

## Statistiky
| Klub                   | Sezona  | Celkem | Celkem |
| Klub                   | Sezona  | Zápasy | Góly   |
| ---------------------- | ------- | ------ | ------ |
| CA Vélez Sarsfield     | 1967–68 | 3      | 0      |
| CA Vélez Sarsfield     | 1968–69 | 18     | 9      |
| CA Vélez Sarsfield     | 1969–70 | 27     | 17     |
| CA Vélez Sarsfield     | 1970–71 | 23     | 20     |
| CA Vélez Sarsfield     | 1971–72 | 46     | 42     |
| CA Vélez Sarsfield     | 1972–73 | 37     | 27     |
| CA Vélez Sarsfield     | 1973–74 | 11     | 6      |
| CA Vélez Sarsfield     | Celkem  | 165    | 121    |
| Stade de Reims         | 1973–74 | 33     | 30     |
| Stade de Reims         | 1974–75 | 16     | 15     |
| Stade de Reims         | 1975–76 | 38     | 34     |
| Stade de Reims         | 1976–77 | 37     | 28     |
| Stade de Reims         | Celkem  | 124    | 107    |
| Paris Saint-Germain FC | 1977–78 | 38     | 37     |
| Paris Saint-Germain FC | 1978–79 | 36     | 27     |
| Paris Saint-Germain FC | Celkem  | 74     | 64     |
| RC Strasbourg Alsace   |         |        |        |
| 1979–80                | 22      | 8      |        |
| Celkem                 | 22      | 8      |        |
| CA Vélez Sarsfield     | 1980–81 | 9      | 5      |
| CA Vélez Sarsfield     | 1981–82 | 44     | 21     |
| CA Vélez Sarsfield     | 1982–83 | 50     | 29     |
| CA Vélez Sarsfield     | 1983–84 | 39     | 24     |
| CA Vélez Sarsfield     | 1984–85 | 17     | 6      |
| CA Vélez Sarsfield     | Celkem  | 159    | 85     |
| Stade de Reims         | 1984–85 | 18     | 8      |
| Stade de Reims         | Celkem  | 18     | 8      |
| Celkem                 | Celkem  | 564    | 393    |

## Úspěchy

### Hráč

#### Klub
- Vélez Sarsfield
  - Argentine Primera División (1×): 1968 Nacional

#### Individuální
- Primera División Argentina – král střelců (3×): podzim 1970, jaro 1971, podzim 1981
- Ligue 1 – král střelců (5×): 1973/74, 1975/76, 1976/77, 1977/78, 1978/79

### Trenér

#### Klub
- Vélez Sarsfield
  - Argentine Primera División (3×): 1993 Clausura, 1995 Apertura, 1996 Clausura
  - Pohár osvoboditelů (1×): 1994
  - Interkontinentální pohár (1×): 1994
  - Copa Interamericana (1×): 1994

- Boca Juniors
  - Argentine Primera División (4×): 1998 Apertura, 1999 Clausura, 2000 Apertura, 2003 Apertura
  - Pohár osvoboditelů (3×): 2000, 2001, 2003
  - Interkontinentální pohár (2×): 2000, 2003

#### Individuální
- Jihoamerický trenér roku (5×): 1994, 1998, 2000, 2001, 2003
- IFFHS klubový trenér roku (2×): 2000, 2003